# ブライアン・G・ハットン
ブライアン・G・ハットン（Brian Geoffrey Hutton、1935年1月1日 - 2014年8月19日）は、アメリカ合衆国の俳優、映画監督。
ニューヨーク出身。アクターズ・スタジオに学び、映画・テレビドラマとも主に西部劇に多く出演、1965年に映画監督デビューし、『荒鷲の要塞』や『戦略大作戦』といった戦争映画で知られた。
2014年8月19日、79歳で死去。

## 主な作品

### 出演
- 美わしき思い出 Good Morning, Miss Dove (1955) クレジットなし
- 栄光の旅路 Fear Strikes Out (1957) クレジットなし
- OK牧場の決斗 Gunfight at the O.K. Corral (1957)
- 弁護士ペリー・メイスン Perry Mason (1957) テレビドラマ
- 闇に響く声 King Creole (1958)
- ガンヒルの決斗 Last Train from Gun Hill (1959)
- 聖なる漁夫 The Big Fisherman (1959)
- アルフレッド・ヒッチコック・プレゼンツ Alfred Hitchcock Presents (1959, 1962) テレビドラマ
- 酋長ジェロニモ Geronimo (1962)
- インターン The Interns (1962)

### 監督
- Wild Seed (1965)
- The Pad and How to Use It (1966)
- 追いつめて殺せ! Sol Madrid (1968)
- 荒鷲の要塞 Where Eagles Dare (1968)
- 戦略大作戦 Kelly's Heroes (1970)
- ある愛のすべて Zee and Co. (1972)
- 夜をみつめて Night Watch (1973)
- 第一の大罪 The First Deadly Sin (1980)
- ハイ・ロード High Road to China (1983)